# Bombus kashmirensis
Bombus kashmirensis (saknar svenskt namn) är en insekt i överfamiljen bin (Apoidea) och släktet humlor (Bombus) som lever i Central- och Sydasien.

## Beskrivning
Huvudet är vanligtvis svart, med mandibler med sex tänder och en kort tunga. Vissa hanar kan dock ha ljusa hår i ansiktet. Mellankroppen är gul eller gråvit med en svart mittfläck av varierande storlek. De två främre tergiterna är gula eller gråvita; de följande är orange, även om den tredje tergiten har en svart framkant varierande från en tunn linje till nästan hela. Vissa individer har gråvita bakkanter på de tre sista tergiterna.  Bakkroppsspeten är ljus. Drottningarna är omkring 17 mm långa, arbetarna 10 till 15 mm och hanarna 15 till 16 mm.

## Ekologi
Bombus kashmirensis är en bergsart som lever på höjder mellan 2 700 och 4 700 m, med en medelhöjd på 3 700 m.
Arten söker pollen och nektar framför allt från blommor ur familjerna ranunkelväxter (speciellt olika stormhattar), korgblommiga och kransblommiga växter, gentianaväxter, ärtväxter, flenörtsväxter (speciellt olika spiror), amaryllisväxter, fetbladsväxter samt vänderotsväxter.

## Utbredning
Arten förekommer framför allt i Tibet, men även i Nepal, egentliga Kina (Qinghai, Sichuan, Gansu och Guangxi), Nepal, Kashmir samt Indien (Uttar Pradesh och Himachal Pradesh).